# Humble Neighborhoods
Humble Neighborhoods è un singolo promozionale di Pink, pubblicato nel 2003 per il mercato del Regno Unito a fine di promuovere l'album Try This.

## Tracce
1. Humble Neighborhoods (Radio Edit) – 3:22
2. Humble Neighborhoods – 3:52